# Folkweg
Folkweg ist eine Bezeichnung für Altstraßen, und zwar sowohl als Gattungsname („ein“ Folkweg) als auch als Eigenname („der“ Folkweg in/bei…).

## Eigenname einer Verbindung zwischen Hunte und Weser
Bereits 1902 wies O. Hagena darauf hin, dass eine Kette mehrfach unterbrochener Wege zwischen der Ems bei Lathen und Uelzen früher einen durchlaufenden Handels- und Heerweg gebildet habe. Abschnitte dieser Altstraße erhielten die Namen Kriegerpad, Blutweg, Ossenträde bzw. Ochsenpfad (später Herzog-Erich-Weg genannt), Reuterweg, sowie Folcwech (Folkweg). Der letztgenannte Eigenname wurde vor allem für den Abschnitt zwischen der Hunte und der Weser benutzt. W. O. Focke verwendete den Begriff allerdings für den gesamten Abschnitt zwischen der Ems und der Weser. Der Weg verläuft westlich der Hunte weitestgehend in der Nähe der Grenze zwischen dem Einzugsgebiet der Hase und dem der Leda.  Einer von mehreren Theorien zufolge ist das heutige Marklohe, das am ehemaligen Übergang des Folkwegs über die Weser bei Nienburg liegt, der Ort Marklo, wo vor dem Sieg der Franken über die Sachsen alljährlich Versammlungen der sächsischen Gauführer abgehalten wurden. Der Folkweg gilt als bronzezeitlich. Auf ihm soll es Handelsbeziehungen mit West- und Osteuropa schon vor etwa 4000 Jahren gegeben haben. Angeblich soll auch der römische Feldherr Germanicus mit seinen Truppen diesen Weg benutzt haben.

## Fortsetzung des Folkwegs westlich von Twistringen
Strittig ist die Frage, ob der Folkweg bei Bühren oder bei Goldenstedt die Hunte überquert hat. Möglicherweise hat sich der Folkweg (von Osten her betrachtet) hinter Twistringen aufgeteilt, so dass sein südlicher Abschnitt ab Goldenstedt dem Südrand der Ems-Hunte-Geest folgte, während der nördliche Zweig nach Erreichen der Hunte diesem Fluss bis Oldenburg folgte. Der nördliche Streckenverlauf wird von Carl Heinrich Nieberding „Folkweg“ genannt. Ernst Dünzelmann erklärt die unterschiedlichen Angaben über den Ort der Überquerung der Hunte durch den Folkweg damit, dass der „Folcweg“ die Grenze zwischen den Bistümern Bremen und Minden gebildet habe. Zunächst sei diese von Osten her auf Goldenstedt zugelaufen. Später sei „die Grenze der bremischen und mindenschen Diöcese etwas weiter nordwärts“ verlaufen. Der jüngere Grenzverlauf habe zu der Annahme geführt, dass der Folkweg die Hunte bei Bühren überquert und von dort zur Ems geführt habe.